# Marco Bertolaso
Marco Bertolaso (* 1964) ist leitender Nachrichtenredakteur und Journalist im Deutschlandfunk.

## Leben
Bertolaso studierte in Köln, Bonn, Paris und Oxford Geschichte und Politikwissenschaften. Während des Studiums schrieb er für diverse Print- und Online-Medien und war Mitarbeiter eines politikwissenschaftlichen Forschungsinstitutes. Nach seiner Promotion war er Assistent eines Bundestagsabgeordneten. 1992 kam er als Redakteur in die Abteilung Zentrale Nachrichten im Deutschlandfunk, die er seit 2007 als Nachfolger von Volkher Just leitet, der in den Ruhestand ging.
Er ist in der Jury der Initiative Nachrichtenaufklärung (INA), die die Top 10 der vernachlässigten Themen aussucht.